# Naohiro Ishikawa
Naohiro Ishikawa (Prefectura de Kanagawa, Japó, 12 de maig de 1981) és un futbolista japonès.

## Selecció japonesa
Naohiro Ishikawa va disputar 6 partits amb la selecció japonesa.